# Łęgi (powiat policki)
Łęgi (do 1945 niem. Laack) – wieś w Polsce położona w województwie zachodniopomorskim, w powiecie polickim, w gminie Dobra (Szczecińska), przy granicy polsko-niemieckiej.
Według spisu powszechnego z 2011 miejscowość miała 244 mieszkańców.
Sołectwo Łęgi stanowi jedynie wieś Łęgi.

## Historia
We wsi na niewielkim wzgórzu znajduje się pozostałość po wczesnośredniowiecznym, słowiańskim grodzie. Jego budowę szacuje się na XI – XII w. Gród otoczony był ziemnym wałem i fosą. Funkcjonował on do XIII w. Podczas prac archeologicznych przeprowadzonych tu w roku 1893 natrafiono na pozostałości drewnianych konstrukcji i palenisk. Wydobyto także przedmioty codziennego użytku z żelaza i drewna oraz fragmenty ceramiki. W okolicy odkryto także ślady cmentarzyska ciałopalnego z okresu epoki żelaza.
Obecnie wieś zatraca swój rolniczy charakter, stając się miejscowością nowo budowanych domków jednorodzinnych i willi.

## Przyroda
Miejscowość położona jest w sąsiedztwie rezerwatu przyrody Świdwie, co przyczynia się do występowania na jej terenie bogatej fauny. Na tym obszarze często można obserwować liczne gatunki ptactwa w szczególności żurawie oraz bociany.

## Architektura i urbanistyka
Teren wsi zdominowany jest przez zabudowę  składającą się z wolnostojących domów jednorodzinnych. Stale zwiększająca się liczba mieszkańców przyczyniła się do powstania licznych nowych posesji oraz willi. W miejscowości można również spotkać budynki będące pozostałością dawnej niemieckiej zabudowy, głównie o charakterze rolniczym. W 2018 roku zakończyła się budowa punktu przesiadkowego z nową zatoką autobusową, parkingiem typu Bike&Ride, chodnikami oraz elementami małej architektury. Obok centrum przesiadkowego znajduje się świetlica środowiskowa z placem zabaw i siłownią, otwarta w sierpniu 2017 roku.  Przez wieś przebiega droga dla rowerów będąca częścią szlaku rowerowego łączącego Gminę Dobra z przygranicznymi miejscowościami po niemieckiej stronie granicy. Szlak rowerowy stanowi część większego projektu, który docelowo pozwoli mieszkańcom dotrzeć na rowerach do centrum miasta Szczecin. 

### Przynależność administracyjna
- 1815–1866: Związek Niemiecki, Królestwo Prus, prowincja Pomorze
- 1866–1871: Związek Północnoniemiecki, Królestwo Prus, prowincja Pomorze
- 1871–1918: Cesarstwo Niemieckie, Królestwo Prus, prowincja Pomorze
- 1919–1933: Rzesza Niemiecka (Republika Weimarska), kraj związkowy Prusy, prowincja Pomorze
- 1933–1945: III Rzesza, prowincja Pomorze
- 1945–1975: Polska, województwo szczecińskie
- 1975–1998: Polska, województwo szczecińskie
- 1999–teraz: Polska, województwo zachodniopomorskie, powiat policki, gmina Dobra (Szczecińska)

### Demografia
Ogólna liczba mieszkańców:
- 1925 – 230 mieszkańców
- 1933 – 200 mieszkańców
- 1939 – 209 mieszkańców
- 2008 – 200 mieszkańców[6][brak potwierdzenia w źródle]
- 2011 – 244 mieszkańców[4]
- 2017 – 291 mieszkańców[10]
- 2018 – 292 mieszkańców[10]
- 2022 – 315 mieszkańców[11]